# Nej til knive
Nej til knive (eller Nej til knive i nattelivet) er en dansk kampagne imod brug af knive i nattelivet.